# Maçude I de Gásni
Maçude I de Gásni foi um dos filhos de Mamude de Gásni, governante do Império Gasnévida. A morte de Mamude em 1030 gerou um conflito civil que culminou na disputa pelo poder entre Maçude e seu irmão Maomé. Maomé, nomeado para assumir o trono após a morte do pai, governou durante cinco meses, sendo depois cegado e aprisionado por Maçude. Na ocasião, Haçanaque, o Vizir, foi executado sob suas ordens, acusado de traição. Maçude governou de 1030 até 1040, período em que o império experimentou suas maiores perdas territoriais. Nesse mesmo ano, após a derrota na Batalha de Dandanacã para os Seljúcidas, seu irmão tomou o trono novamente e Maçude acabou aprisionado e morto sob as ordens do novo sultão.